# 若穂
若穂（わかほ）は、長野県長野市の最東端に位置する地域。
若穂綿内・若穂川田・若穂保科・若穂牛島の4地区から成る。地域内（長野市役所若穂支所管内）の人口は4,596世帯 11,703人（令和5年3月1日現在）。
本項では、かつて概ね同区域に所在した上高井郡若穂町（わかほまち）についても述べる。

## 概要
地域の北西に千曲川が流れ、千曲川に沿って国道403号（谷街道）・上信越自動車道が走る。地域の中央部を長野県道34号長野菅平線が南北に通過する。周囲は以下の地域と接する。
面積は広大ながら、西から南にかけてはほとんど山地であり、集落は千曲川東岸の谷街道沿いや保科川沿いに集まっている。
古くから農業が盛んである。歴史は古く、数多くの歴史的史跡が点在している。江戸時代においては、北国脇街道（松代道）の要衝として、川田宿などを中心に賑わいを見せていた。また近年においては、須坂と屋代を結ぶ長野電鉄屋代線（旧名は河東線）が1922年（大正11年）から運行され、2012年（平成24年）3月末の運行終了まで地域交通の要としての役割を担い、住民の生活を支えていた。
地名の由来は、1959年（昭和34年）に綿内村（わたうち）・川田村（かわだ）・保科村（ほしな）が合併する際に各村の頭文字を取ったもの。「稲の若穂のごとく伸びゆく町」という願いを込めている。

### 人口
市の推計人口による。各年10月1日の数字。
| \| 1985年（昭和60年） \| 13,177人 \| \| \| 1990年（平成2年） \| 13,027人 \| \| \| 1995年（平成7年） \| 13,113人 \| \| \| 2000年（平成12年） \| 13,116人 \| \| \| 2005年（平成17年） \| 13,146人 \| \| \| 2010年（平成22年） \| 13,143人 \| \| \| 2015年（平成27年） \| 12,641人 \| \| \| 2020年（令和2年） \| 12,026人 \| \| |          |  |
| 長野市 / 推計人口 |          |  |
| 1985年（昭和60年） | 13,177人 |  |
| 1990年（平成2年） | 13,027人 |  |
| 1995年（平成7年） | 13,113人 |  |
| 2000年（平成12年） | 13,116人 |  |
| 2005年（平成17年） | 13,146人 |  |
| 2010年（平成22年） | 13,143人 |  |
| 2015年（平成27年） | 12,641人 |  |
| 2020年（令和2年） | 12,026人 |  |

### 沿革
若穂地域の範囲は、概ね旧上高井郡若穂町の範囲に相当する。
旧・若穂町の歴史
- 742年（天平14年） - 行基が刻んだ千手観音（現 重要文化財）の一体が現在の若穂保科に安置され、現在の清水寺（保科観音）の始まりとなったという
- 江戸時代 - 前身の綿内村は須坂藩領、川田村・保科村・牛島村は松代藩領であった
- 1873年（明治6年）7月6日 - 長野市立保科小学校の前身が高井郡保科村（現 若穂保科）の高徳寺に開校
- 1873年（明治6年）8月 - 第8区高井郡第21番小学区（長野市立川田小学校の前身）が高井郡町川田村（現 若穂川田）の東光寺に開校
- 1874年（明治7年）2月 - 第8区高井郡第23番小学区「敬義学校」（長野市立綿内小学校の前身）が高井郡綿内村（現 若穂綿内）に開校
- 1876年（明治9年）5月 - 高井郡東川田村・同郡町川田村・同郡小出村が合併し、高井郡川田村が発足
- 1879年（明治12年） - 郡区町村編制法により、高井郡綿内村・川田村・保科村は上高井郡、更級郡牛島村は上水内郡に属する
- 1886年（明治19年）12月14日 - 上高井郡綿内村から土屋坊区を分け、上水内郡屋島村（現 長野市屋島）に編入
- 1889年（明治22年）4月1日 - 市町村制施行。
  - 上高井郡綿内村が成立
  - 上高井郡川田村、上水内郡牛島村を編入し、上高井郡川田村が発足
  - 上高井郡保科村が成立
- 1916年（大正5年）5月 - 保科大火。保科観音を中心に広がっていた一大霊場の寺叢を焼失
- 1922年（大正11年）6月10日 - 河東鉄道線（のちの長野電鉄屋代線）の屋代 - 須坂が開業。川田村（現 若穂川田）に町川田駅（のちの信濃川田駅）、綿内村（現 若穂綿内）に綿内駅が置かれる
- 1959年（昭和34年）4月1日 - 綿内村・川田村・保科村が合併。上高井郡若穂町となる
- 1961年（昭和36年） - 綿内中学校・川田中学校・保科中学校を統合し、若穂町立若穂中学校（現 長野市立若穂中学校）が開校
- 1966年（昭和41年）7月1日 - 綿内（現 若穂綿内）に、長野電鉄河東線（のちの長野電鉄屋代線）若穂駅が開業
- 1966年（昭和41年）10月16日 - 若穂町、長野市・篠ノ井市・更級郡川中島町・同郡信更村・更北村・埴科郡松代町・上水内郡七二会村と合併。長野市となる。旧若穂町域は、旧綿内村域が若穂綿内・1876年（明治9年）時点の川田村域が若穂川田・旧保科村域が若穂保科・旧牛島村域が若穂牛島となる

長野市若穂の歴史
- 1966年（昭和41年）11月21日 - 長野と若穂とを結ぶ落合橋が永久橋として完成
- 1974年（昭和49年）4月7日 - 若穂綿内の千曲川河川敷に長野市滑空場が開場
- 1981年（昭和56年）8月23日 - 台風15号被害。若穂中学校の体育館が倒壊する
- 1988年（昭和63年）4月25日 - 真島町川合・若穂牛島の各一部を分け、市場が発足
- 1993年（平成5年）3月25日 - 上信越自動車道の（長野道豊科IC（現・安曇野IC） - ）更埴JCT - 須坂長野東ICが開通し、若穂地域内を通過する
- 2008年（平成20年）2月23日 - 若穂地区住民自治協議会が発足
- 2012年（平成24年）3月31日 - この日の運行を最後に、長野電鉄屋代線廃止。地区内の綿内駅・若穂駅・信濃川田駅も廃止となり、代替バスに移行

## 若穂牛島
若穂牛島（わかほ うしじま）は、若穂地区西部の地区。郵便番号は381-0104。
地区内で千曲川と犀川が合流し、合流点に長野県道34号長野菅平線の落合橋が架かる。周囲は以下の大字・町丁と接する。
千曲川・犀川という2本の大河と保科川などの小河川が合流する地点であり、古くから水害に悩まされてきた。このため江戸 - 明治にかけて村を囲むように堤防が整備され（現在は大半が撤去）、『輪中の村』と呼ばれる。
「牛島」は大室牧の牧域であったといわれ、牛を放牧した島であったところから地名がついたという。
地区内の人口および世帯数は、228世帯 618人（令和5年3月1日現在）。

### 交通

#### 路線バス
地区内の長野県道34号長野菅平線上に長電バス・アルピコ交通の落合橋停留所・牛島停留所があり、以下の路線系統が利用できる。
- 長電バス・アルピコ交通共同運行
  - 46 長野駅 - 大豆島東団地 - 保科温泉

### 施設
- 長野市長野臨時ヘリポート

## 若穂川田
若穂川田（わかほ かわだ）は、若穂地域南西部の地区。郵便番号は381-0103。
地区北端には千曲川が流れる。地区北部を国道403号（谷街道）が東西に横切り、中央部を上信越自動車道が東西に、長野県道34号長野菅平線が南北に通過する。周囲は以下の大字・町丁と接する。
地区西部の旧信濃川田駅を中心とした町川田区は、旧北国街道松代道・谷街道の川田宿が置かれた地であった。地区東部は保科川・赤野田川の扇状地にあたり、果樹農業が盛ん。
「川田」の地名は「川の曲」の意味があり、千曲川の流路から起こった地名といわれる。「ワダ」は「曲がって水のよどむところ」という意味がある。川田条理的遺構のある水田地帯は往古千曲川の湾曲していたところである。
地区内の人口および世帯数は、以下の通り（令和5年3月1日現在）。
|        | 世帯数  | 人口    |
| ------ | ------- | ------- |
| 小出   | 155世帯 | 372人   |
| 大門   | 132世帯 | 319人   |
| 塚本   | 102世帯 | 280人   |
| 下和田 | 47世帯  | 127人   |
| 領家   | 97世帯  | 286人   |
| 町川田 | 321世帯 | 838人   |
|        |         |         |
| 計     | 854世帯 | 2,222人 |

### 交通

#### 鉄道

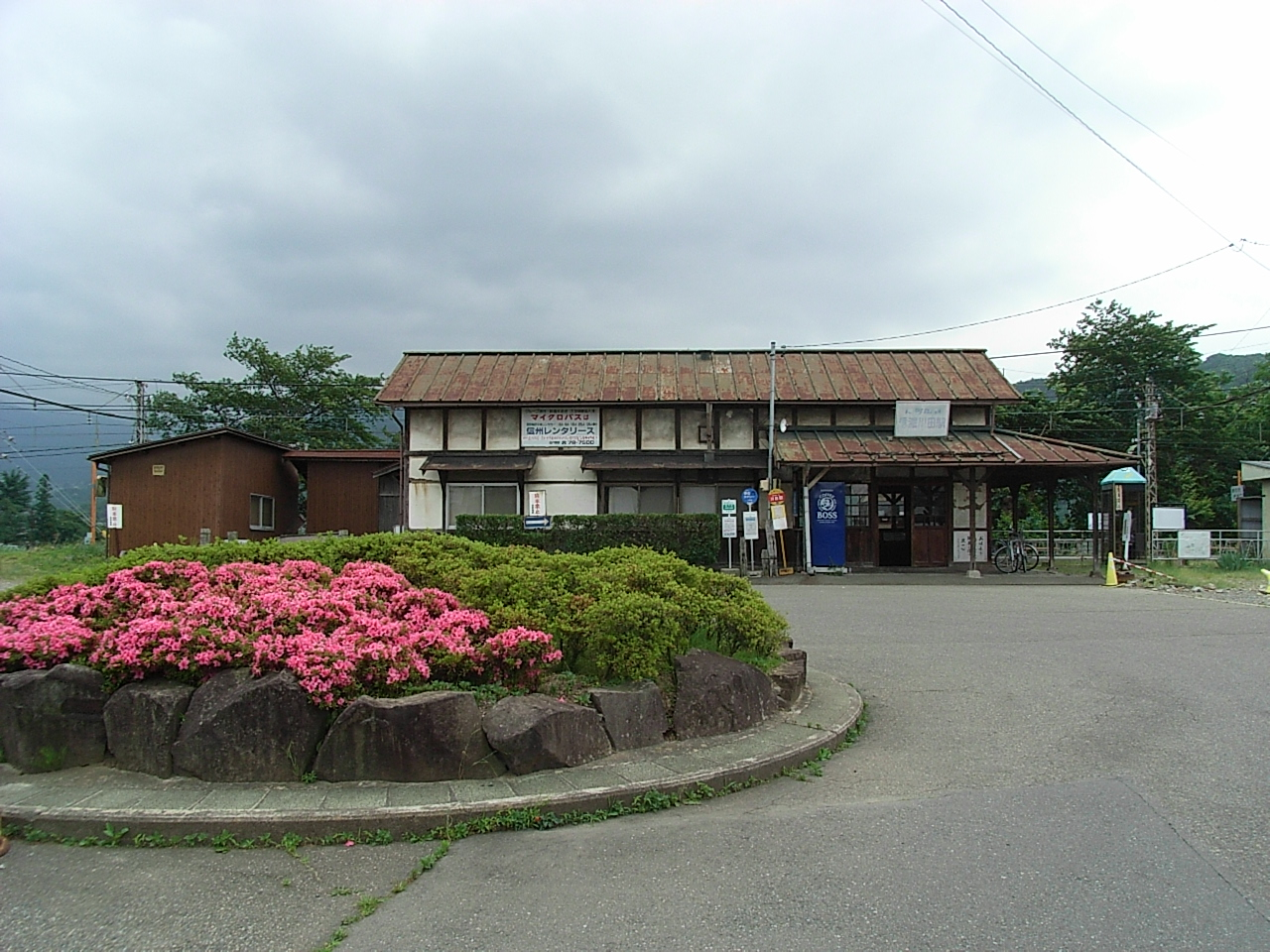
旧信濃川田駅前広場

長野電鉄屋代線の信濃川田駅があったが、2012年（平成24年）に廃止された。

#### 路線バス
地区内を走る長電バス・アルピコ交通・長野市乗合タクシーの以下の路線系統が利用できる。
- 長電バス・アルピコ交通共同運行
  - 46 長野駅 - 大豆島東団地 - 保科温泉
- 長電バス
  - 屋代須坂線 屋代駅 - 松代駅 - 須坂駅（長野電鉄屋代線廃止代替バス）
- 長野市乗合タクシー
  - 綿内線

### 施設
- 信濃川田駅 - 旧長野電鉄屋代線。2012年（平成24年）廃止
- 長野市立川田小学校
- 長野中央警察署 川田駐在所
- 長野県営町川田業務団地
- 若穂中央公園
- 長野市立若穂中学校
- 新光電気工業 若穂工場

## 若穂保科
若穂保科（わかほ ほしな）は、若穂地域の南東部、長野市の最東端に位置する地区。郵便番号は381-0102。
地区の中央部を保科川に沿って長野県道34号長野菅平線が南北に貫き、菅平高原へと通じる。地区南東に熊窪山・保基谷岳（1,529 m）、南西に堀切山・奇妙山などが聳え、地区内はほとんど山地である。周囲は以下の大字・町丁と接する。
信濃三十三観音第十六番札所の清水寺（保科観音）や保科温泉などの見所がある。
「保科」の地名は、『和名抄』に「高井郡穂科郷」とある。このように、「ホシナ」は古代からみえる地名であった。774年（宝亀5年）の紀年のある平城宮出土木簡にもその名前が見られ、以後、漢字表記は変わったが、「ホシナ」の呼称は現代まで続いた。
地区内の人口および世帯数は、以下の通り（令和5年3月1日現在）。
|          | 世帯数    | 人口    |
| -------- | --------- | ------- |
| 須釜     | 61世帯    | 150人   |
| 在家     | 100世帯   | 252人   |
| 引沢     | 94世帯    | 218人   |
| 久保     | 80世帯    | 228人   |
| 町滝崎   | 119世帯   | 202人   |
| 矢原     | 59世帯    | 132人   |
| 赤野田   | 46世帯    | 106人   |
| 八幡     | 41世帯    | 103人   |
| 高下     | 51世帯    | 122人   |
| 上和田   | 64世帯    | 176人   |
| 白塚     | 45世帯    | 119人   |
| 若穂団地 | 272世帯   | 717人   |
| 保科温泉 | 144世帯   | 298人   |
|          |           |         |
| 計       | 1,176世帯 | 2,832人 |

### 交通

#### 路線バス
地区内の長野県道34号長野菅平線を走る、長電バス・アルピコ交通の以下の路線系統が利用できる。
- 長電バス・アルピコ交通共同運行
  - 46 長野駅 - 大豆島東団地 - 保科温泉

### 施設
- 阿弥陀山清水寺（保科観音）
- 保科温泉
  - 国民宿舎永保荘
- 中央タクシー 本社
- 長野中央警察署 保科駐在所

## 若穂綿内
若穂綿内（わかほ わたうち）は、若穂地域北部の地区。郵便番号は381-0101。
地区の西端を千曲川が流れ、西部を国道403号（谷街道）・上信越自動車道が南北に貫く。周囲は以下の大字・町丁と接する。
地域の地理的中心にあたる田中区に若穂町役場（現 長野市役所若穂支所）が置かれて以来、地域の行政・文化の中心地となっている。なお、若穂支所のある田中区周辺は田園地帯であり、商店等は旧綿内駅がある町区・浦町区周辺に集中している。
「綿内」は中世この地にあった「亘里郷（わたりのごう）」から出た地名で、「渡し場の内」という意からつけられたという。「わたりのうち」が「わたうち」と縮音し、これに「綿内」の文字を配したと『考古伝』にある。
地区内の人口および世帯数は、以下の通り（令和5年3月1日現在）。
|        | 世帯数    | 人口    |
| ------ | --------- | ------- |
| 芦ノ町 | 125世帯   | 314人   |
| 牛池   | 76世帯    | 193人   |
| 大橋   | 227世帯   | 587人   |
| 森     | 33世帯    | 82人    |
| 温湯   | 39世帯    | 118人   |
| 清水   | 74世帯    | 173人   |
| 山新田 | 127世帯   | 227人   |
| 大柳   | 77世帯    | 181人   |
| 春山   | 25世帯    | 64人    |
| 田中   | 126世帯   | 308人   |
| 古屋   | 399世帯   | 1,031人 |
| 浦町   | 47世帯    | 133人   |
| 万年島 | 129世帯   | 400人   |
| 上町   | 78世帯    | 204人   |
| 町田   | 197世帯   | 563人   |
| 岩崎   | 46世帯    | 129人   |
| 菱田   | 79世帯    | 225人   |
| 町     | 434世帯   | 1,108人 |
|        |           |         |
| 計     | 2,338世帯 | 6,040人 |

### 交通

#### 鉄道
長野電鉄屋代線の綿内駅・若穂駅があったが、2012年（平成24年）に廃止された。

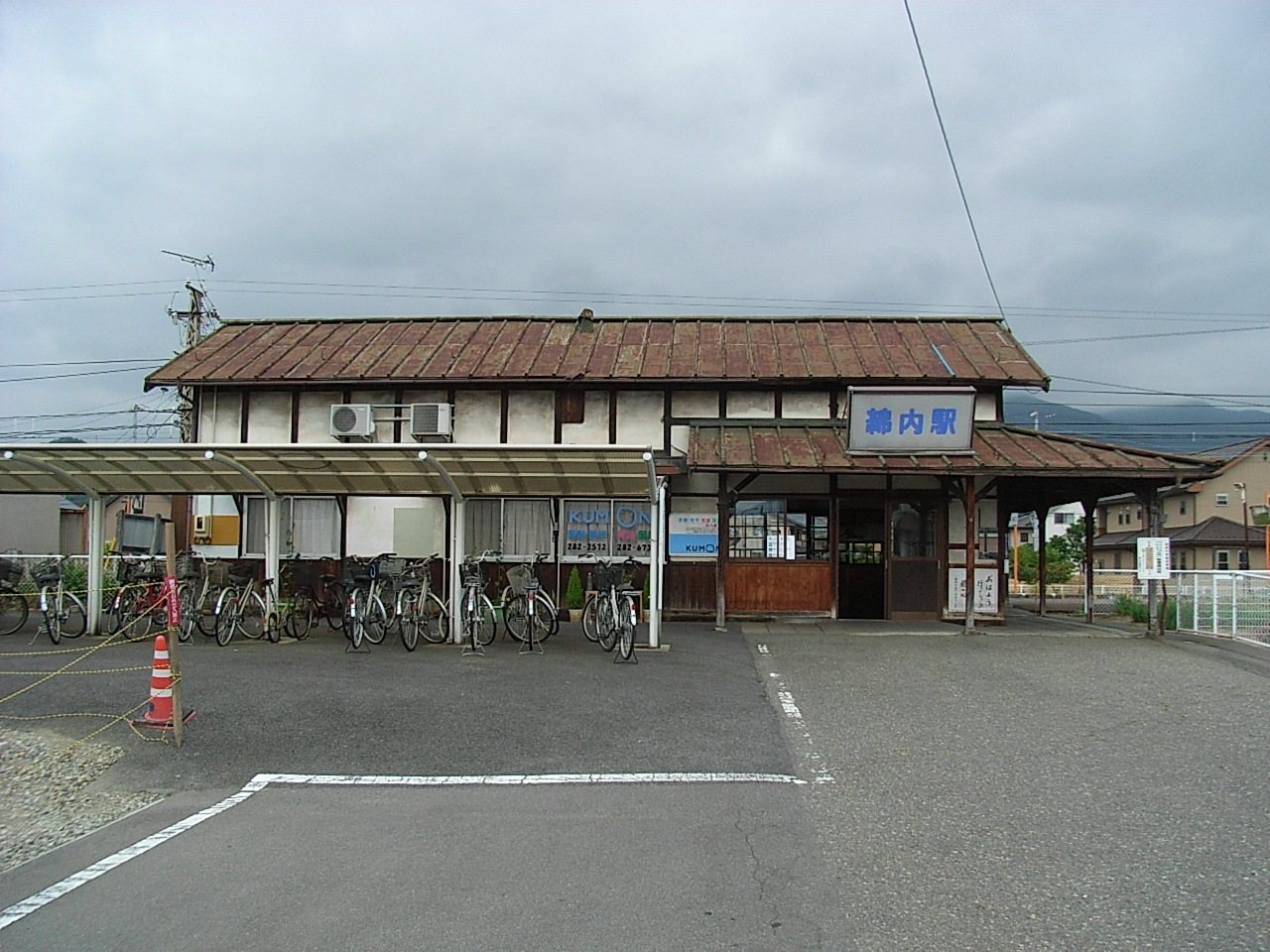
旧綿内駅
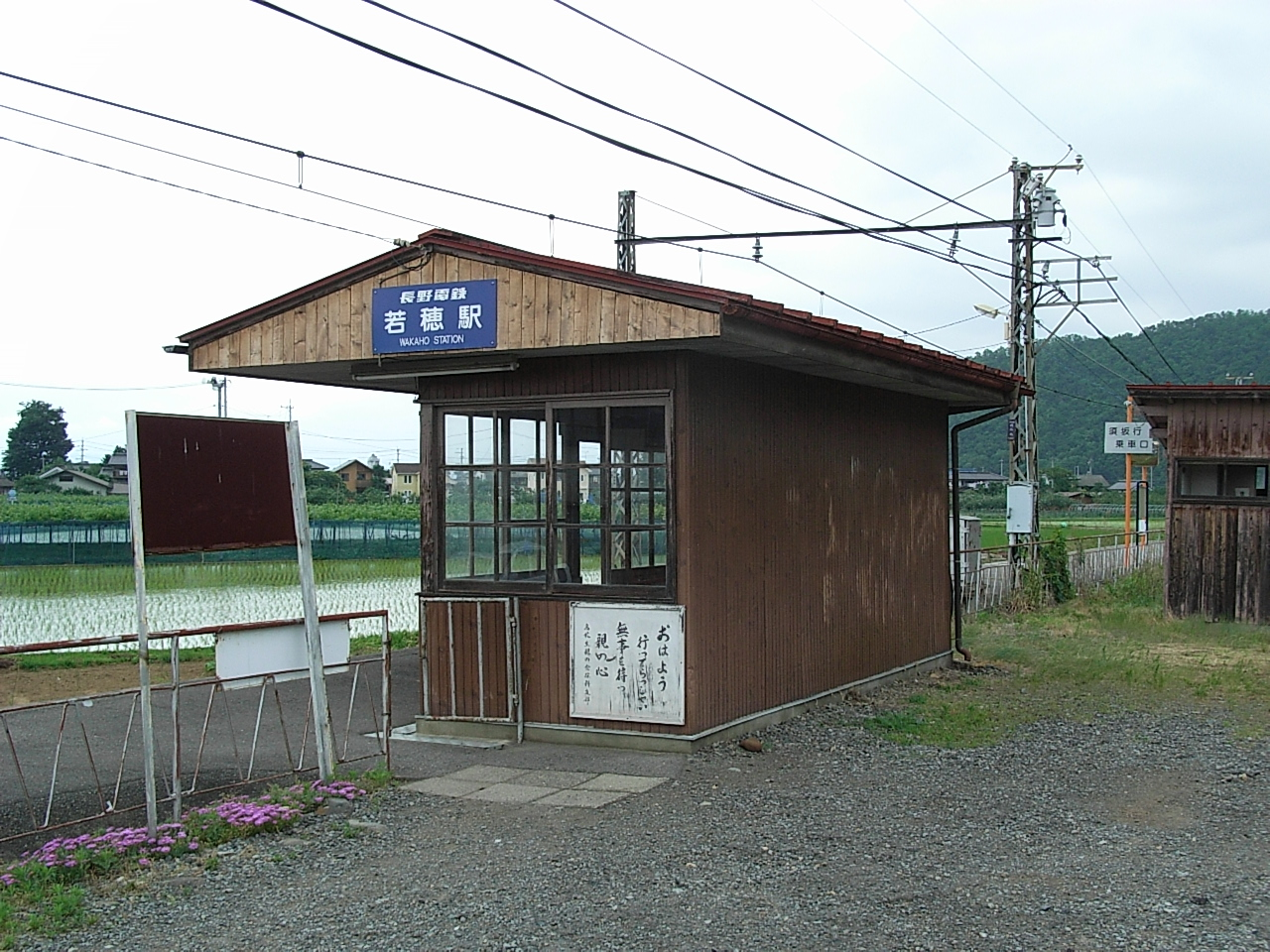
旧若穂駅

#### 路線バス
地区内を走る、長電バス・アルピコ交通・トラビスジャパン・昌栄高速運輸・長野市乗合タクシーの以下の路線系統が利用できる。
- 長電バス・アルピコ交通
  - 46 長野駅 - 大豆島東団地 - 保科温泉（若穂支所経由便のみ）
- 長電バス
  - 屋代須坂線 屋代駅 - 松代駅 - 須坂駅（長野電鉄屋代線廃止代替バス）
- トラビスジャパン
  - 長野・須坂・千曲〜新宿線 トラビス須坂インター - 新宿南
- 昌栄高速運輸
  - 「どっとこむライナー」 昌栄バス須坂インター・ターミナル - 新宿南
- 長野市乗合タクシー
  - 綿内線

### 施設
- 長野市役所 若穂支所
  - 長野市営若穂体育館
- 松代消防署 若穂分署
- 長野松代総合病院附属若穂病院
- 若穂駅跡 - 旧長野電鉄屋代線。2012年（平成24年）廃止
- 北野美術館
  - 湯島天満宮信濃分社
- 八十二銀行 若穂支店
- 長野信用金庫 若穂支店
- 長野市立綿内小学校
- 綿内駅跡 - 旧長野電鉄屋代線。2012年（平成24年）廃止
- 長野中央警察署 綿内駐在所
- 長野市滑空場
- 上信越自動車道 須坂長野東インターチェンジ（料金所所在地は須坂市井上）
- 蓮台寺 (長野市)

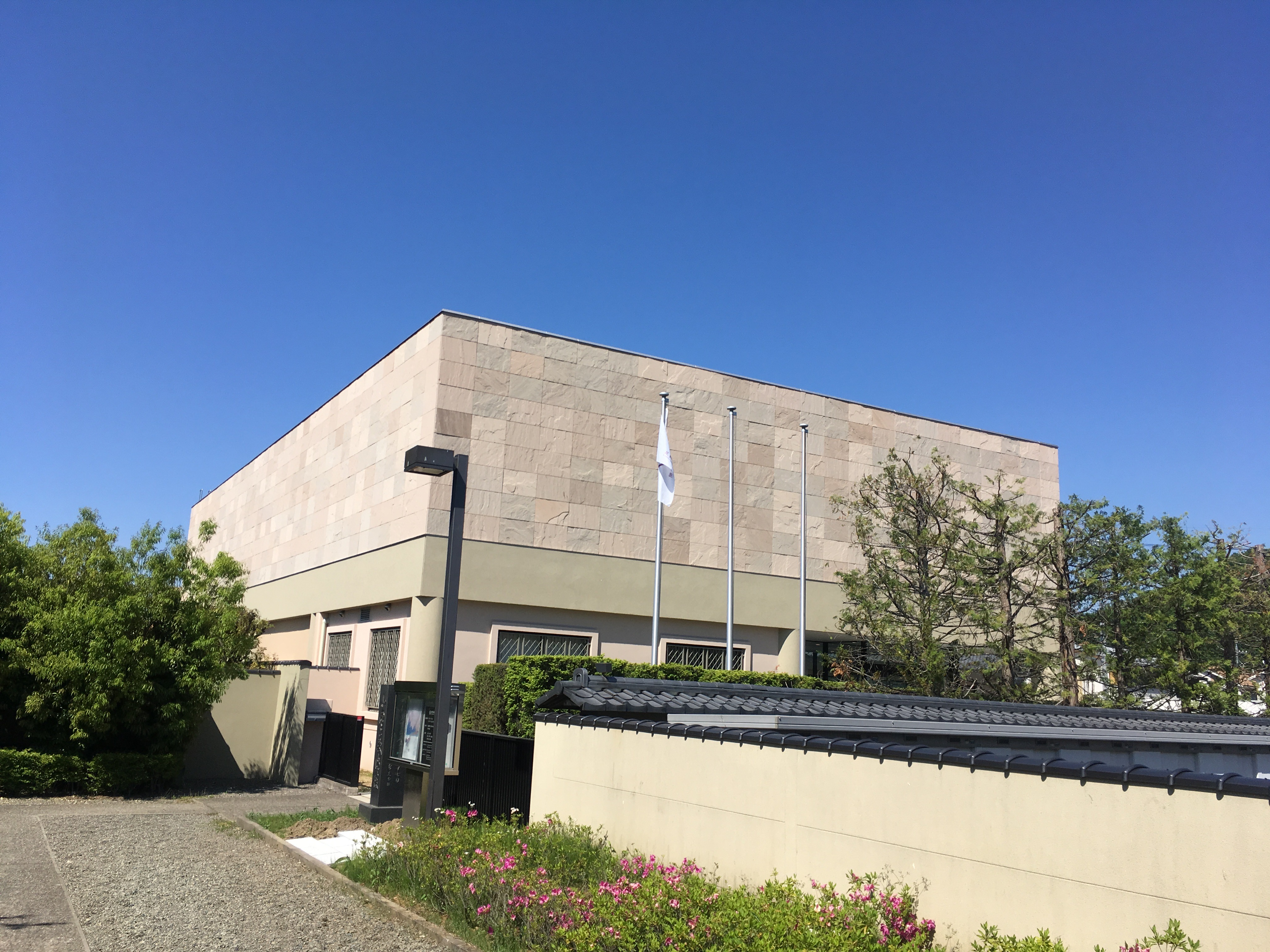
北野美術館
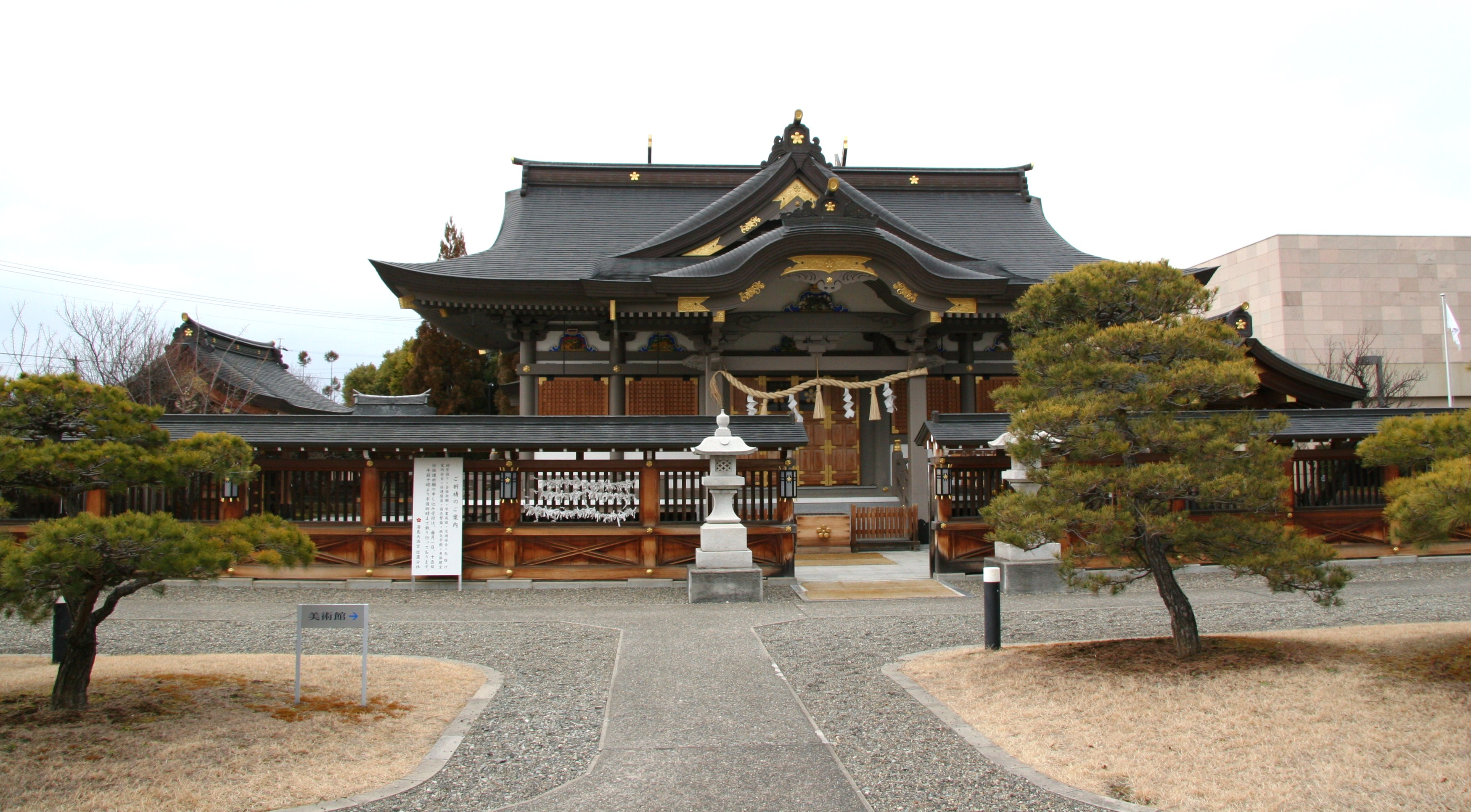
湯島天満宮信濃分社